# Filosofia japonesa

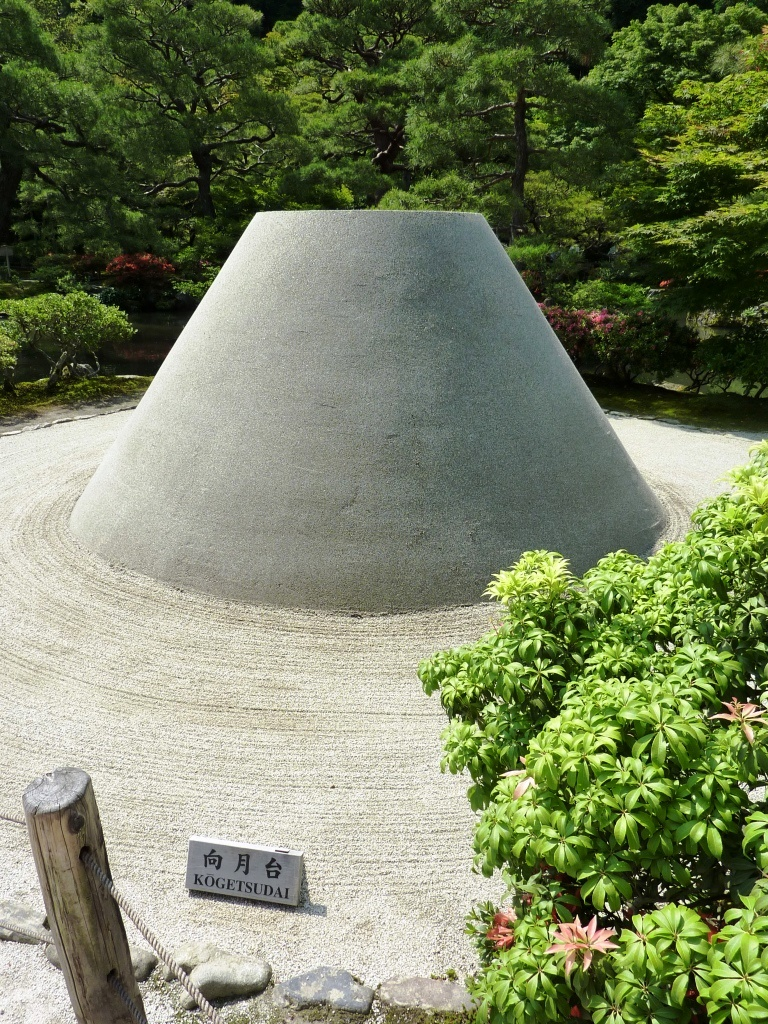
Jardim zen do templo budista Ginkaku-ji, em Quioto. O zen é uma dos pilares fundamentais da filosofia japonesa.

A filosofia japonesa tem sido historicamente uma fusão de religiões tradicionais xintoístas e continentais, como o budismo, o taoísmo e o confucionismo. Anteriormente, foi fortemente influenciada tanto pela filosofia chinesa quanto pela filosofia indiana, como com Mitogaku e Zen, muito da filosofia japonesa moderna agora também é influenciada pela filosofia ocidental.

## História
A filosofia japonesa tem suas raízes no xintoísmo, na pré-história japonesa. Porém foi só a partir do século V, com a importação do sistema de escrita chinês, que ela começou a ser registrada na forma escrita. Ao mesmo tempo, o pensamento filosófico japonês foi enriquecido com o budismo, taoismo e confucionismo chineses. O budismo, em especial, impactou fortemente o pensamento japonês.

### Budismo Japonês
Dentro do budismo japonês, se destacamː
- Saicho (767-822), que criou a escola Tendai;
- Kukai (774-835), que criou a escola Shingon;
- Honen (1133-1212), que criou a escola Terra Pura;
- Shinran (1173-1262), um discípulo de Honen;
- Nitiren (1222-1253), que criou o budismo de Nitiren.
- Eisai Zenji (1141-1215), que introduziu a escola Rinzai no Japão;
- Dogen Zenji (1200-1253), o introdutor da escola Soto no Japão;
- Takuan Soho (1573-1645);
- Bankei Yotaku (1622-1693);
- Hakuin Ekaku (1685-1768).

Também se destaca a escola Zen, que influenciou fortemente a arte e a cultura do Japão medieval.

### Kokugaku
No final do século XVIII, a filosofia japonesa reagiu contra a influência budista e confuciana chinesa, e criou a escola Kokugaku, que valorizou as raízes genuinamente japonesas da cultura nacional. Destacaram-se os nomes deː
- Motoori Norinaga (1730-1801)
- Hirata Atsune (1776-1843)

Porém, após a Segunda Guerra Mundial (1939-1945), a escola foi criticada por ter, supostamente, dado origem ao militarismo e ao fascismo japonês dos anos 1930 e 1940.

### Influência ocidental
A partir de 1868, com a reabertura do país, a filosofia japonesa começou a ser influenciada pela filosofia ocidental. No sentido inverso, Daisetsu Teitaro Suzuki (1870-1966) introduziu o zen no ocidente, bem como Toshihiko Izutsu, que difundiu em língua inglesa análises comparadas entre filosofia oriental e ocidental. A fusão entre a filosofia oriental e a filosofia ocidental foi desenvolvida especialmente por um grupo de pensadores ligados à Universidade de Kyoto que ficou conhecido como Escola de Quioto. Dentre seus representantes, podem-se citar:
- Nishida Kitaro (1870-1945)
- Hajime Tanabe (1885-1962)
- Hisamatsu Shin'ichi (1889-1980)
- Nishitani Keiji (1900-1990)
- Kôsaka Masaaki (1900-1969)
- Shimomura Toratarô (1900-1995)
- Kôyama Iwao (1905-1993)
- Suzuki Shigetaka (1907-1988)
- Takeuchi Yoshinori (1913-2002)
- Tsujimura Kôishi (1922-)
- Ueda Shizuteru (1926-)
- Kimura Bin (1931-)
- Ôhashi Ryôsuke (1944-)
- Hase Shôtô
- Horio Tsutomu
- Ômine Akira
- Fusita Masakatsu
- Mori Tetsurô
- Kawamura Eiko
- Matsumura Hideo
- Nakaoka Narifumi
- Okada Katsuaki
- Keta Masako

Também podem ser citados outros pensadores japoneses do século XX que não pertenciam à Escola de Quioto:
- Kuki Shuzo (1888-1941)
- Hatano Seiichi (1877-1950)
- Miki Kyioshi (1897-1945)
- Tosaka Jun (1900-1945) (filósofo marxista que criticou a escola de Quioto, por ela ter produzido, nos anos 1930 e 1940, textos que fomentaram o fascismo japonês)
- Nakamura Hajime (1912-1999)
- Yuasa Yasuo (1925-2005) (estes dois últimos, pertencentes à Escola de Tóquio, que é a rival da escola de Quioto, e que se interessa mais por questões históricas).[7][6]

## Pensamento antigo e medieval
Antes que o feudalismo estivesse firmemente estabelecido no Japão, o budismo ocupava a corrente principal do pensamento japonês. A cultura budista introduzida politicamente pelo príncipe Shōtoku foi concluída como o pensamento de "tornar um país seguro" no período Nara. Quando o período Heian (794–1185) começou, em substituição ao "pensamento de tornar um país seguro", uma forma de budismo esotérico conhecida coletivamente como mikkyō tornou-se difundida. No entanto, no final da era nobre, quando o pessimismo era popular devido à "crença de que o budismo declinará durante os últimos dias deste mundo", diversos movimentos sociais (chamados "Terra Pura") se espalharam encorajando a expectativa de uma "vida futura" como um meio de lidar com o desespero pela "vida neste mundo". Durante o período Kamakura (1185-1333), quando o governo dominado pela classe samurai começou, um “novo” budismo para a classe recém-criada (samurai) aparece.

### Chegada do budismo e influência inicial no Japão
No Japão antigo, a chegada do budismo está intimamente relacionada à construção da nação e à centralização nacional do poder. O príncipe Shōtoku e a família Soga lutaram e venceram a família Mononobe, que manejava a antiga religião japonesa, e elaboraram um plano de governança nacional baseado na unificação do sistema de códigos legais e do budismo. Enquanto cooperava com a família Soga, o Príncipe Shōtoku, que era o regente da Imperatriz Suiko, mostrou uma profunda compreensão do Budismo "estrangeiro", e planejou estabilizar a política nacional através do uso do budismo.
O pensamento de que a paz e a segurança nacional vieram através do poder do budismo é chamado de pensamento de "tornar um país seguro". No período Nara, em particular nos tempos do imperador Shōmu, os templos Kokubun-ji e os templos Kokubun-ni-ji foram erguidos em todo o país e o Templo Tōdai-ji e o Daibutsu foram erguidos em Nara. A política budista do estado atingiu seu ápice durante o período Nara, como evidenciado por Jianzhen da dinastia Tang trazendo uma base de ordenação imperial para o Templo Todai-ji.
Enquanto o budismo de Nara seguia apenas o pensamento de "tornar um país seguro", o budismo Heian trouxe não apenas paz e segurança nacional, mas também o lucro pessoal mundano. Porque os praticantes do budismo Heian freqüentemente realizavam severas práticas ascéticas, encantamentos e orações nas montanhas; este budismo passou a ser chamado de mikkyō. Kūkai, um monge budista, aprendeu o budismo esotérico chinês durante uma missão diplomática na corte chinesa e combinou o budismo japonês com as práticas budistas esotéricas chinesas para formar o budismo Shingon japonês. Saicho, um monge budista que também viajou para a China, aprendeu as práticas da seita chinesa Tendai e argumentou que os ensinamentos do Sutra de Lótus deveriam ser o cerne do budismo japonês.
No final da era Heian, o foco imanente do budismo Heian levou os monges budistas a declarar uma "era pecaminosa" em que a possibilidade de alívio neste mundo foi negada e, portanto, surgiu uma tendência de procurar a reencarnação no paraíso dos budistas após a morte. Além disso, o novo pensamento de que "o budismo declinará durante os últimos dias deste mundo" levou ao surgimento do movimento da Terra Pura. Este movimento, encabeçado por Kūya, um seguidor do budismo da Terra Pura, pregou fé ao Amitābha e ensinou que todas as pessoas podem alcançar o paraíso budista, não apenas os monges budistas.

### Budismo Kamakura
A fé Jōdo, afetada pela seita Jodo do final do período Heian, depende da salvação por meio da benevolência de Amitābha e será aliviada por seu poder. Hōnen, que iniciou a seita Jodo do budismo, abandonou completamente outras práticas ascéticas. Ele pregou a seus alunos para acreditar em Amitabha e orar sinceramente ("namu-amida-butsu "), e assim eles iriam para o paraíso. Seu principal discípulo, Shinran, que iniciou o Budismo da Terra Pura, realizou completamente os ensinamentos de Honen e pregou a dependência absoluta. Além disso, Shinran defendeu que um objeto de alívio do Amitabha era um criminoso que estava ciente de um criminoso mundano e desejoso. Ippen, que iniciou a seita Jishu, desenvolveu prática religiosa com "a dança religiosa cantada".
Em contraste com a fé Jōdō dependente, o Zen Budismo tenta ser espiritualmente auto-despertado pela meditação Zen. Eisai estudou a seita Rinzai na China. Ele deu aos alunos um problema difícil e os fez resolvê-lo, e assim eles seriam esclarecidos por si mesmos. O Rinzai Zen foi amplamente apoiado pela classe superior dos samurais no período Kamakura. Dōgen estudou a seita Sōtō na China. Ao contrário de Eisai, ele pregou a iluminação por meditação sentada (zazen). Soto Zen foi apoiado pelos samurais locais.
A maioria das escolas de Budismo Nichiren (japonês: 法華系仏教 Hokke-kei Bukkyō) refere-se ao padre e professor Nichiren como seu pai fundador. Em seus ensinamentos, ele sublinhou a, em sua opinião, a supremacia do Sutra de Lótus. Ele defendeu a obtenção do estado de Buda durante a vida de alguém e considerou sua interpretação dos ensinamentos budistas como a forma correta de prática para os últimos dias (mappō). Um de seus principais tratados é o "Rissho Ankoku Ron", literalmente "Sobre o Estabelecimento do Ensino Correto para a Paz da Terra". O canto do Mantra "Namu Myōhō Renge Kyō" é até hoje a prática central para quase todas as escolas e organizações budistas Nichiren.

## Pensamento moderno inicial
Enquanto o pensamento antigo e medieval do Japão estava intimamente ligado ao budismo, o pensamento moderno do Japão era principalmente o confucionismo ou neoconfucionismo, que foi designado para estudo oficial pelo xogunato Tokugawa. Além disso, o confucionismo racional estimulou Kokugaku, Rangaku e o pensamento popular não oficial após o período Edo médio.

### Confucionismo
No período Edo, o confucionismo era o estudo autorizado. Várias escolas de neoconfucionismo eram populares. A escola Zhu Xi de neoconfucionismo respeitava a ordem feudal semelhante à família que sustentava posições sociais fixas. Hayashi Razan assumiu a escola Zhu Xi de neoconfucionismo como a base teórica do xogunato Tokugawa. Yushima Seidō desenvolveu o conceito de governo civil, a partir das ideias Confúcio.
Pelas Reformas Kansei, a escola Zhu Xi de neoconfucionismo foi ainda mais fortalecida e autorizada pelo xogunato Tokugawa. Além disso, o pensamento de uma escola da escola Zhu Xi de neoconfucionismo deu grande influência ao movimento político que defendia a reverência ao imperador e a expulsão de estrangeiros do final da era Tokugawa. Em contraste com a escola de neoconfucionismo de Zhu Xi, a escola de neoconfucionismo de Wang Yangming, respeitando a ética prática, foi consistentemente monitorada e oprimida pelo xogunato Tokugawa por causa de suas críticas contra as condições sócio-políticas sob o xogunato Tokugawa.
As terceiras escolas do neoconfucionismo levaram em consideração as reais intenções dos textos originais de Confúcio e Mêncio. Yamaga Sokō estabeleceu sua filosofia na ética confucionista e assumiu que o samurai era a classe mais alta. Itō Jinsai prestou atenção ao conceito de "ren" (conceito confunciano de virtude) de Confúcio e respeitou a noção de "ren" (virtude) como o amor por outra pessoa e a "verdade" como respeito pelo próximo. Além disso, decorrente de seus estudos substanciais dos antigos clássicos chineses, Ogyū Sorai insistiu que o espírito confucionista original é governar o mundo e salvar um cidadão.

### Kokugaku e Rangaku
No meio do período Edo, Kokugaku, o estudo do antigo pensamento e cultura japonesa, tornou-se popular contra ideias estrangeiras como o budismo ou o confucionismo. Pela política Sakoku do xogunato Tokugawa, os intelectuais Edo não podiam ter nenhum contato positivo com a civilização ocidental, e assim Rangaku, aprendizado holandês, era a única janela para o Ocidente. Nos meados do período Edo, Kokugaku tornou-se popular enquanto era influenciado pelo confucionismo positivista com o nacionalismo como pano de fundo. Kokugaku estudou positivamente o pensamento e a cultura japonesa antiga, incluindo os textos "Kojiki", " Nihon Shoki " e "Man'yōshū " e visavam desenvolver a cultura moral original do Japão, que era diferente do confucionismo e do budismo. Kamo no Mabuchi lutou com o estudo de "Manyoshu".
Através de seu estudo do Kojiki, Motoori Norinaga argumentou que a essência da literatura japonesa veio de uma "unidade não consciente ", que eram sentimentos naturais que ocorriam quando você entrava em contato com um objeto. Ele respeitava o "espírito Yamato" japonês (ideia de unidade do pensamento japonês) em vez do "espírito Kara", oriundo da China, moldado pelo confucionismo e budismo. Segundo ele, Kokugaku deveria seguir o velho caminho japonês do "Xintoísmo". Através de seu estudo de Kokugaku, Hirata Atsutane defendeu o estado nacionalista xintoísta, a obediência ao imperadore a abolição do confucionismo e do budismo. Foi uma força motriz para o fim do xogunato Tokugawa e da Restauração Meiji.
No período Sakoku do período Edo, não houve contato direto com o Ocidente, mas Rangaku tornou-se popular ao encorajar a importação de livros ocidentais traduzidos para o chinês da China durante as Reformas Kyōhō. Maeno Ryotaku e Sugita Genpaku traduziram o texto holandês "Tafel Anatomie" (Kaitai Shinsho) para o japonês. O aprendizado holandês se desdobrou para outros estudos ocidentais, como estudos britânicos, franceses e americanos no final da era Tokugawa. A forma de "espírito japonês, civilização ocidental " foi completada pela expressão direta de Sakuma Shōzan, "ética oriental e tecnologia ocidental ". Takano Chōei e Watanabe Kazan criticaram Sakoku estritamente, eles foram oprimidos pelo xogunato Tokugawa.

### Pensamento popular
No período Edo, escolas particulares foram abertas por samurais, comerciantes e estudiosos que desempenharam um papel ativo. Seus pensamentos eram críticas à ordem feudal dominante. Ishida Baigan sintetizou o confucionismo, o budismo e o xintoísmo e estabeleceu a filosofia prática para as massas. Ele recomendou trabalhar duro no comércio como resultado de honestidade e economia. Ando Shoeki chamou o mundo da natureza de sociedade ideal onde todos os seres humanos se dedicam à agricultura e vivem autossuficientes sem artificialidade. Ele criticou uma sociedade legal onde havia discriminação de classe feudal e a diferença entre ricos e pobres. Ninomiya Sontoku insistiu que as pessoas devem retribuir as virtudes, que sustentou sua existência, com sua própria virtude.

## Pensamento moderno posterior
Enquanto o pensamento japonês moderno se desenvolveu no confucionismo e no budismo, o Iluminismo inglês e os direitos humanos franceses prevaleceram depois que a Restauração Meiji foi rapidamente afetada pelo pensamento ocidental. Desde a época das Guerras Sino-Japonesa e Russo-Japonesa, o capitalismo japonês se desenvolveu altamente. O cristianismo e o socialismo também se desenvolveram e se vincularam a vários movimentos sociais. Além disso, o pensamento e o estudo nacionalista foram formados enquanto se opunham ao estudo estrangeiro.

### O Iluminismo e os direitos das pessoas
Na Restauração Meiji, os conceitos de sociedade civil inglesa e francesa foram introduzidos no Japão, em particular, o utilitarismo e o darwinismo social da Inglaterra, e a soberania popular de Jean-Jacques Rousseau da França. Os pensadores do início do período Meiji defendiam os valores do Iluminismo britânico derivados da sociedade civil ocidental. Eles tentaram criticar a autoridade tradicional japonesa e o feudalismo. No entanto, eles finalmente estavam em harmonia com o governo e aceitaram a modernização desde cima (realizada pelo governo) sem radicalismo. Em 1873, Mori Arinori formou o Meirokusha - associação cultural. As pessoas que se reuniam nesta associação cultural tinham muito em comum com pontos como a importância do aprendizado prático, captando na prática as características humanas e assumindo a forma de governo que aceitava as condições de um país um ideal. Mori Arinori promoveu a educação nacional como Ministro da Educação. Nishi Amane afirmou que o comportamento humano se baseia em interesses. Katō Hiroyuki deixou de lado a ideia do direito natural sob a influência do darwinismo social e, em vez disso, defendeu a sobrevivência do mais apto.
Fukuzawa Yukichi, que introduziu o utilitarismo britânico no Japão e defendeu os direitos naturais, assumiu que os direitos humanos foram dados pelo Céu. Ele considerava o desenvolvimento da civilização o desenvolvimento do espírito humano, e supunha-se que a independência de uma pessoa levava à independência de um país. Fukuzawa pensou que o governo é para "uma questão de conveniência", e sua aparência deve ser adequada à cultura. Ele disse que não existe uma única forma ideal de governo. Além disso, ele insistia que o Japão deveria ter iniciado sua expansão continental na ásia, contra as Grandes Potências.
Enquanto os membros da sociedade cultural Meirokusha finalmente defendiam a harmonização do governo e do povo, os pensadores democráticos absorveram os direitos (mais radicais) do povo da França e apoiaram verbalmente a resistência nacional e a revolução contra a oligarquia Meiji após a Rebelião de Satsuma. Em 1874, Itagaki Taisuke introduziu o estabelecimento da legislatura eleita. As ideias se espalharma por todo o país como o Movimento de Liberdade e Direitos do Povo. Ueki Emori ajudou Itagaki e ele elaborou um rascunho com ideias revolucionárias. Fortemente influenciado por Rousseau, Nakae Chōmin defendeu a soberania e liberdade individual. No entanto, sobre a situação japonesa, ele destacou a importância da monarquia parlamentar. Segundo ele, a Constituição Imperial deveria ser revisada gradativamente pela Dieta (Parlamento).
Desde o final do período Meiji até a era Taishō, uma tendência democrática se espalhou como pano de fundo da consciência política burguesa. A sua corrente deu origem a movimentos políticos pela salvaguarda da Constituição e pela eleição popular. Yoshino Sakuzō defendeu a política do gabinete do partido e a eleição popular. Ele não perseguiu profundamente quem era o soberano, mas insistiu que o objetivo político visava a felicidade das pessoas e as decisões políticas visavam as intenções das pessoas. Minobe Tatsukichi interpretou um soberano não como um imperador, mas como o estado. Segundo ele, um imperador só exerce seu poder como o mais alto órgão sob a Constituição Meiji. Embora sua teoria tenha sido amplamente reconhecida no início, ele foi reprimido politicamente pelos militares e pelos direitistas posteriormente.
Em 1911, Hiratsuka Raicho formou a (sociedade) Seitosha. Ela pediu o despertar dos próprios direitos das mulheres e o desenvolvimento do movimento feminista. Enquanto Yosano Akiko negou as diferenças de gênero, Raicho enfatizou a maternidade criando um filho e reconheceu os auxílios oficiais para as mulheres demonstrarem sua habilidade feminina. Em 1920, Raicho formou uma nova associação para mulheres com Ichikawa Fusae e Oku Mumeo Logo depois que suas atividades tiveram sucesso em conseguir a participação das mulheres em discursos políticos, a associação se desfez devido a um cisma interno. Mais tarde, Ichikawa formou um novo e continuou um movimento pelo sufrágio feminino.

### Cristianismo e socialismo
Foram cristãos e socialistas que lutaram contra as contradições sociais derivadas da modernidade japonesa. Os movimentos sociais cristãos foram ativos após as Guerras Sino e Russo-Japonesa, que trouxeram o capitalismo e sua contradição para a sociedade japonesa. Muitos socialistas japoneses foram influenciados pelo humanismo cristão e, nesse ponto, estavam profundamente associados ao cristianismo.
O cristianismo, banido pelo xogunato Tokugawa, influenciou muitos intelectuais Meiji. Uchimura Kanzō desenvolveu o conceito de "dois Js" (Japão e Jesus) para unir o Bushido e o espírito cristão. Ele acreditava que sua vocação era servir ao "Japão" e a "Jesus". Ele defendeu o movimento não religioso. Ele desafiou o Rescrito (Legislação) Imperial sobre Educação e se posicionou contra a Guerra Russo-Japonesa. Nitobe Inazō era um homem religioso e tentou unir a cultura japonesa e o cristianismo. Ele introduziu a cultura japonesa no exterior e tornou-se secretário-geral da Liga das Nações. Joseph Hardy Neesima estudou teologia no exterior, nos Estados Unidos. Ele fundou a Universidade Doshisha em Kyoto e se engajou na construção do caráter cristão.
Por volta da época das guerras sino e russo-japonesas, o Japão conseguiu promover o desenvolvimento capitalista através da revolução industrial assim que o socialismo se espalhou contra o capitalismo. No entanto, os movimentos sociais foram reprimidos pela lei da polícia de segurança de 1900 e, finalmente, no Incidente de Alta Traição de 1910 (Incidente Kotok), os socialistas foram pressionados pelos militares e pelo governo fascista. Kawakami Hajime escreveu artigos sobre a pobreza em um jornal. Ele enfatizou a remodelação pessoal para resolver a pobreza no início, mas depois se tornou marxista e defendeu a remodelação social por compulsão social. Kōtoku Shusuioriginalmente tentou realizar o socialismo através da Dieta, porém tornou-se um sindicalista e defendeu uma ação direta por meio de uma greve geral. Ele foi executado como o mentor do incidente de alta traição de 1910. Osugi Sakae defendeu a liberdade individual usando os princípios do anarquismo e sindicalismo. Ele era visto como uma ameaça pelo governo e foi assassinado pela polícia militar na desordem que se seguiu ao grande terremoto de Kanto em 1923.

### O desenvolvimento do japonismo
A Era do Iluminismo, o Cristianismo e o socialismo influenciaram o pensamento japonês desde a Restauração Meiji. A ênfase na cultura política japonesa e na tradição nacional surgiu como uma reação contra a ocidentalização. Esta tendência teve um lado ideológico de legitimação do imperialismo e do militarismo/fascismo.
Tokutomi Sohō publicou uma revista na qual defendia a democracia liberal e o populismo contra a ocidentalização japonesa. No entanto, ele estava desiludido com os burgueses que deveriam desempenhar um papel político. Kuga Katsuanan considerava muito a cultura política japonesa e a tradição nacional. Ele almejava a restauração e valorização da emoção nacional; no entanto, ele não era um nacionalista fraco. Ele criticou os militares e defendeu um sistema parlamentar de governo e a expansão do sufrágio.
Após a Restauração Meiji, o governo japonês protegeu o Xintoísmo e o tratou não como uma religião especial, mas como o Estado Xintoísta. O governo relacionava estreitamente o xintoísmo com a santidade do imperador e usava o xintoísmo como uma ferramenta para a governança do estado. O xintoísmo estatal era claramente distinto das seitas privadas da religião xintoísta. Foi um modelo de governo ideológico do Estado formar o Estado Xintoísta e promulgar o (legislação) Rescrito Imperial sobre a Educação. O estatismo Meiji tentou restaurar a soberania nacional e perseguiu o imperialismo e o colonialismo através da Guerras sino e russo-japonesas. No entanto, sua tendência militarista evoluiu para o ultranacionalismo. Kita Ikki defendeu a exclusão dos zaibatsu, altos estadistas e partidos políticos e o estabelecimento de um governo para conexão direta com o imperador e o povo.
Yanagita Kunio estava na vanguarda do estudo do folclore japonês. Ele nomeou membros do público em geral que não são líderes políticos e intelectuais como “jomin”. Outros folcloristas são Minakata Kumagusu, Yanagi Muneyoshi e Orikuchi Shinobu.
No Japão pré-guerra, a filosofia alemã foi avidamente estudada e introduzida. No entanto, do final do período Meiji ao período Taishō, a Escola de Kyoto tentou harmonizar o pensamento ocidental com o pensamento oriental, como o zen-budismo. Nishida Kitaro estabeleceu um pensamento original pela fusão do pensamento zen e ocidental. Seu pensamento é chamado filosofia Nishida. Ele insistiu na experiência pura em que não há oposição entre subjetividade e objetividade. Sua ontologia derivou do nada absoluto. Watsuji Tetsuro criticou o individualismo egoísta ocidental. Sua ética diz que os seres humanos não estão em uma existência isolada, mas em uma existência relacionada. Ele insistia que os seres individuais e sociais deveriam estar cientes de sua própria individualidade e associação social. Ele também é conhecido por seu livro "Clima e Cultura", no qual estudou a relação entre o ambiente natural e o estilo de vida local.

### Filosofia japonesa contemporânea
Após a Segunda Guerra Mundial, muitos filósofos acadêmicos publicaram livros sobre filosofia continental e filosofia americana. Entre eles, Ōmori Shōzō, Wataru Hiromatsu, Yasuo Yuasa e Takaaki Yoshimoto criaram obras originais sob a influência do marxismo, fenomenologia e filosofia analítica. Ōmori Shōzō criou uma epistemologia monista única baseada em seus conceitos de "monismo de representação", "representação dupla" e "animismo de linguagem". Wataru Hiromatsu desenvolveu sua teoria da "estrutura ontológica multisubjetiva do mundo" na medicina chinesa. Takaaki Yoshimoto é famoso por sua "teoria da ilusão compartilhada" e vários ensaios filosóficos sobre a cultura japonesa. Hoje, estudiosos como Kojin Karatani (teoria literária), Hitoshi Nagai (solipsismo), Shigeki Noya (filosofia analítica), Masahiro Morioka (filosofia da vida), Motoyoshi Irifuji (filosofia analítica) são considerados filósofos característicos da academia japonesa.